# Жировик Льозеля
Жирови́к Льозе́ля (Liparis loeselii) — багаторічна рослина родини зозулинцевих. Вид занесений до Червоної книги України, також має охоронний статус у багатьох країнах Європи. Маловідома декоративна культура.

## Опис
Трав'яниста рослина 8-25 см заввишки, геофіт. Кореневище коротке. При основі стебла розташована псевдобульба, обгорнута піхвами старих листків. Стебло пряме, голе, жовтувато-зелене. Листків, розташованих при основі стебла, 2 (рідше — 3), вони загострені, широколанцетні, лискучі, завдовжки 2-11 см.
Суцвіття — китиця завдовжки до 8 см, яка складається з 2-18 зеленкуватих або жовтувато-зеленкуватих зигоморфних квіток на коротких квітконіжках. Зрідка можуть бути і поодинокі квітки. Приквітки маленькі, трикутні або яйцеподібно-ланцетні, плівчасті, не довші за квітконіжки. Зовнішні листочки оцвітини трижилкові, лінійно-довгасті, внутрішні — одножилкові, вузьколінійні. Губа майже дорівнює за довжиною іншим листочкам оцвітини, здебільшого догори обернена. Плід — коробочка.

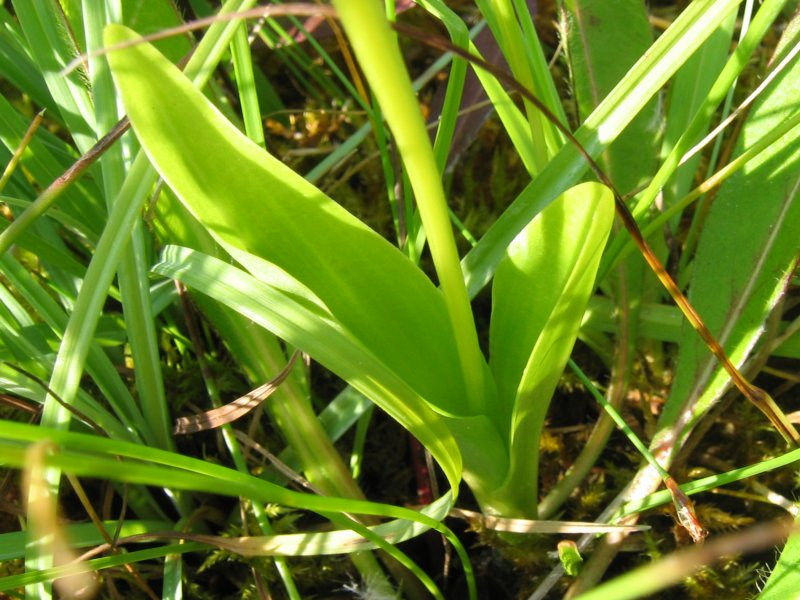
Листя
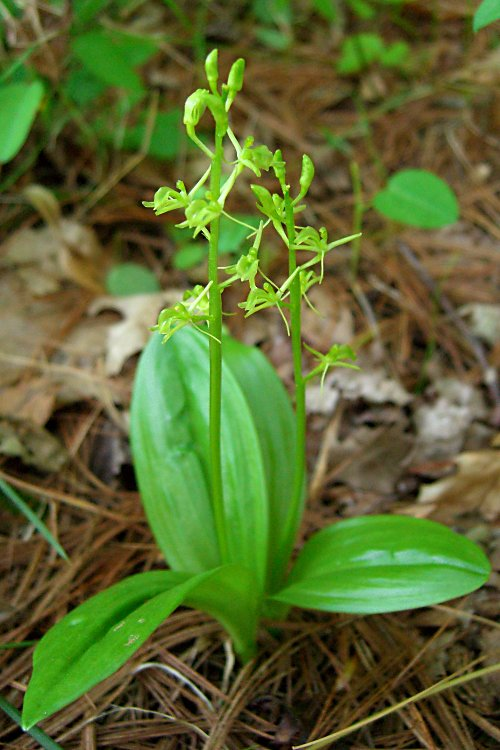
Квітуча рослина
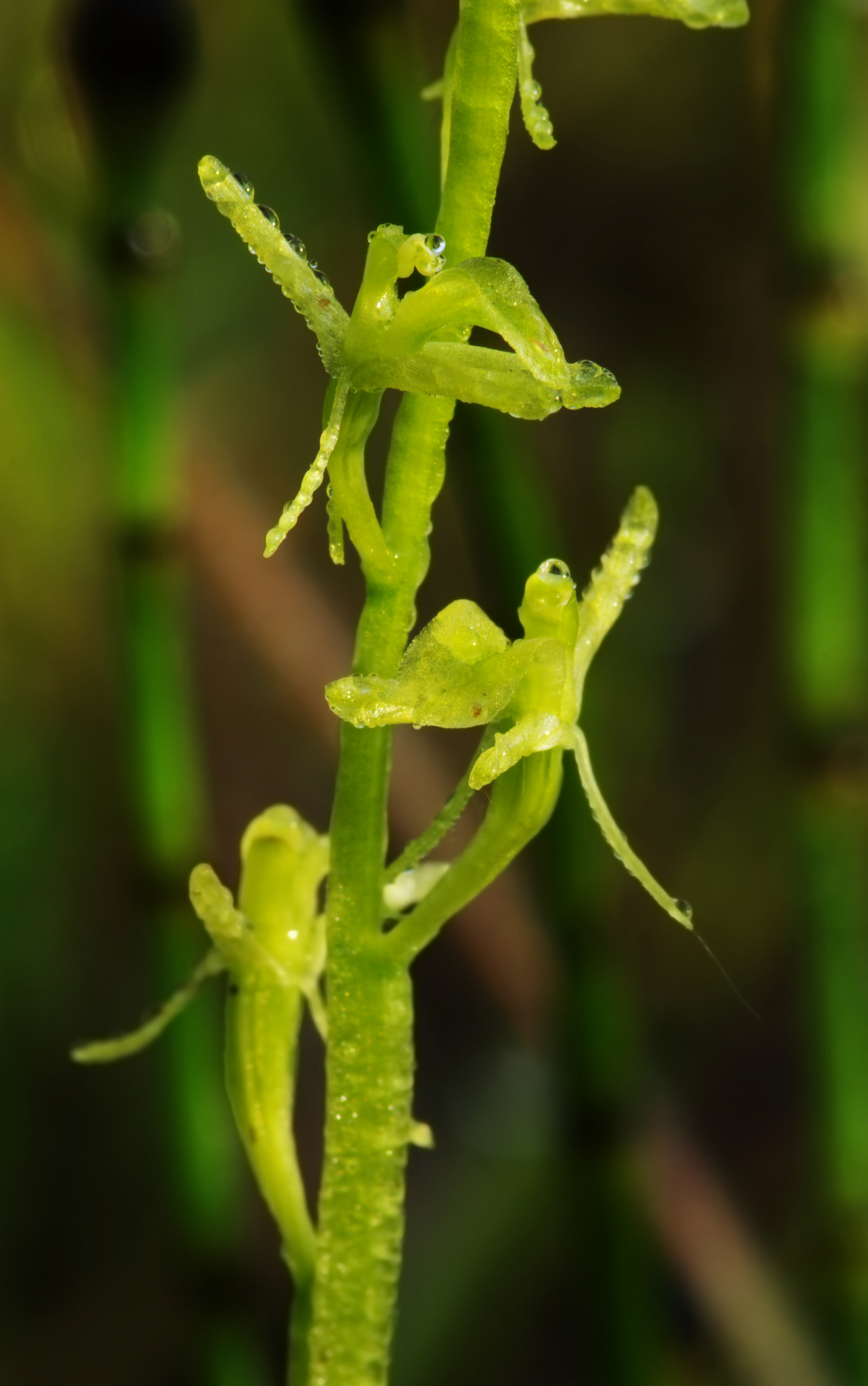
Квіти великим планом
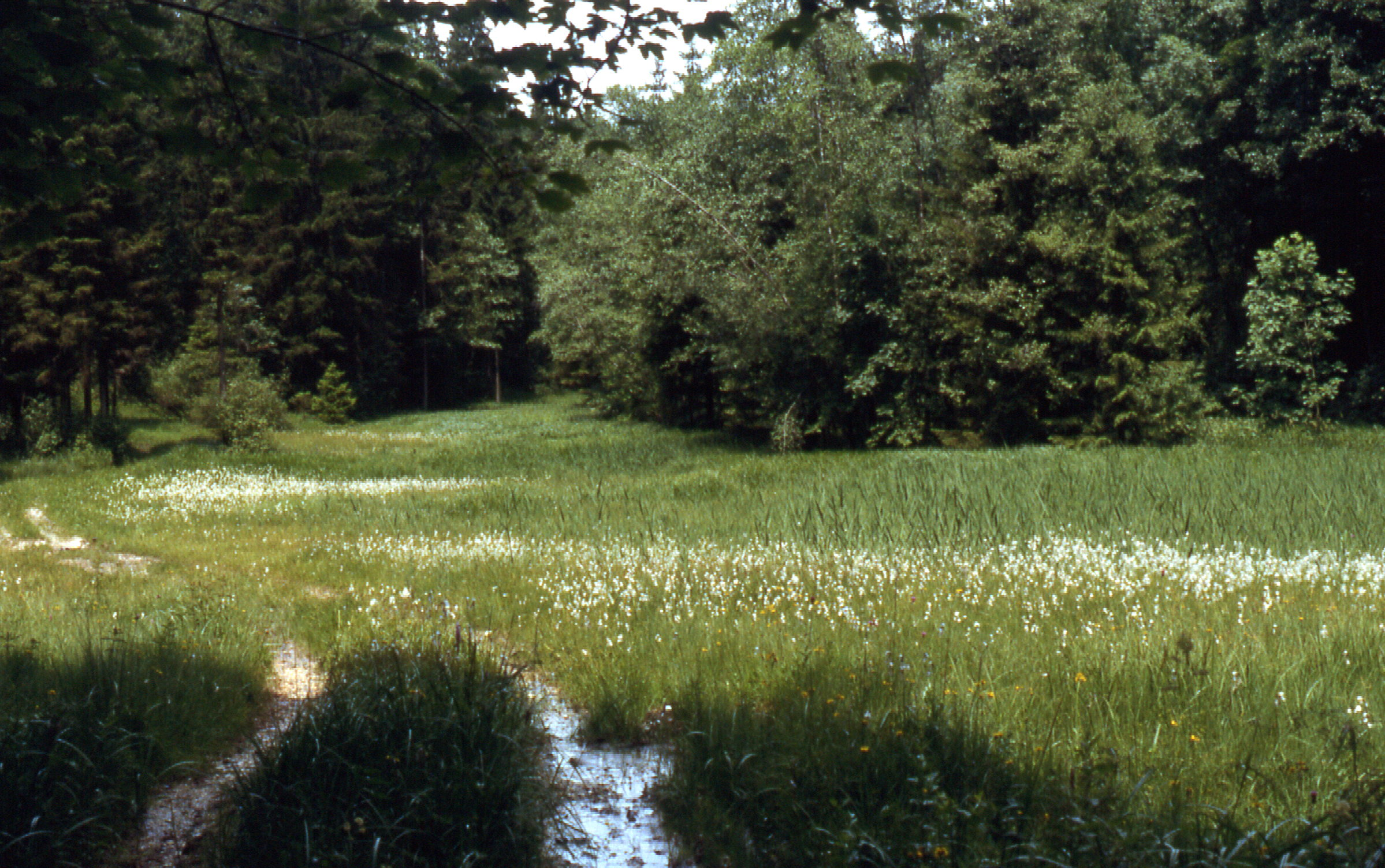
Типовий біотоп

## Поширення
Жировик Льозеля належить до голарктичних бореальних видів, тобто його ареал охоплює широкою смугою усі помірні регіони Північної півкулі. Рослина розповсюджена у Північній і Західній Європі, Західному Сибіру, Японії, на сході Сполучених Штатів і Канади. Південна межа поширення проходить через лісостепову зону Східної Європи, Північне Середземномор'я, Малу і Середню Азію.
Українські популяції зосереджені здебільшого в Карпатах, на Поліссі, у північній частині Лісостепу, в степовій зоні вони приурочені лише до долин річок. Нові популяції жировика Льозеля виявлені поблизу с. Комарове (Старовижнівський р-н, Волинської області) і на околицях Києва у місцині з високим антропогенним навантаженням.

## Екологія
Рослина морозостійка, дуже вологолюбна, віддає перевагу бідним або, навпаки, надмірно багатим мінеральним і торф'янистим ґрунтам. Зростає на мезотрофних осокових та осоково-трав'яних болотах, заболочених луках. Уникає угруповань на карбонатних і кислих ґрунтах, тяжіє до мохових асоціацій. В горах підіймається до висоти 700 м над рівнем моря.
Трапляється поодинці, попарно або невеликими групами, розташованими на відстані 10-200 м. Близьке розташування рослин у парі пояснюється з одного боку здатністю до вегетативного розмноження, з іншого — більш сприятливими умовами для проростання насіння, оскільки для цього потрібен симбіотичний гриб, а зараження його спорами більш ймовірне поблизу вже наявної мікоризи.
Квітне у травні-липні, плодоносить у червні-вересні. Розмножується переважно насінням, рідше — вегетативно (дочірніми бульбами). Запилення відбувається за допомогою комах, можливе самозапилення. Насіннєва продуктивність становить 82-97%.

## Значення і статус виду
Вид занесений до Додатку ІІ Конвенції про міжнародну торгівлю видами дикої фауни та флори, що перебувають під загрозою зникнення (CITES), до Конвенції про збереження дикої фауни і флори та природних середовищ в Європі та Директиви Європейського Союзу 92/43/ЄС «Про збереження природних оселищ та видів природної фауни і флори» (Додаток II. Види рослин і тварин, що становлять особливий інтерес для Європейського Союзу, збереження яких потребує створення територій особливої охорони). Крім того, охороняється в Німеччині, Росії, Естонії, Латвії і Литві. Вивчення і охорона українських популяцій здійснюється в Шацькому національному природному парку, Канівському і Черемському заповідниках, заказнику «Озерище».
Дрібні квіти цієї орхідеї надто непоказні, щоб приваблювати погляд, але жировик Льозеля інколи культивують з демонстраційною метою в ботанічних садах.

## Синоніми
| - Anistylis lutea Raf. - Cymbidium loeselii (L.) Sw. - Leptorchis loeselii (L.) MacMill. - Leptorkis loeselii (L.) MacMill. - Liparis bifolia St.-Lag. - Liparis correana(W.P.C.Barton) Spreng. - Liparis loeselii var. cracoviensis Zapal. - Liparis loeselii subsp. loeselii - Liparis loeselii var. lutosa Clairv. - Liparis loeselii f. lutosa (Clairv.) Soó - Liparis loeselii var. ovata Ridd. ex Godfery - Liparis loeselii f. ovata (Ridd. ex Godfery) Soó - Liparis loeselii f. squamigera Zapal. | - Malaxis correana W.P.C.Barton - Malaxis loeselii (L.) Sw. - Malaxis longifolia W.P.C.Barton - Mesoptera loeselii (L.) Raf. - Ophrys loeselii L. - Ophrys paludosa O.F.Müll. - Ophrys pulchella Salisb. - Ophrys trigona Gilib. - Orchis loeselii (L.) MacMill. - Paliris loeselii (L.) Dumort. - Pseudorchis loeselii (L.) Gray - Serapias loeselii (L.) Hoffm. - Sturmia loeselii (L.) Rchb. |